# Майдан (Донецкая область)
Майдан (укр. Майдан) — село в Черкасской поселковой общине Краматорского района Донецкой области Украины.

## Общие сведения
Население по переписи 2001 года составляло 1019 человек. Почтовый индекс — 84196. Телефонный код — 626.

## Географическое положение
Село Майдан расположено на правом берегу реки Сухой Торец. На противоположном берегу расположено с. Приволье и железнодорожная станция Бантышево (4,5 км). Через село проходит автодорога Краматорск — Барвенково — Лозовая.

## Экономика
Значительное количество местного населения работает в Краматорске. С 2008 г. на станции Бантышево с. Приволье реконструирован ХПП и маслобойный цех, открыт цех по производству рафинированого масла и майонеза,создан филиал предприятия «Меридиан», предоставившее рабочие места значительному количеству трудоспособного населения.

## История и культура
Село основано ориентировочно в 1870 году. В 1966 году два смежных села Петровка и Майдан были объединены в одно — Майдан. Прежние названия — Майдан, Петровка, Майдановка.
В старинной части села Петровка существовала немецкая колония ещё сохранилось здание с тех времён, использовавшееся колхозом им 12-летия октябрьской революции в качестве кладовой. Немцы в царское время в России появились при Екатерине 2, поэтому дата основания села относится ко времени правления царицы, примерно 1770 год. Существование колонии подтверждено живыми свидетелями, работавшими у немцев. Немецкая слобода существовала до 30 годов 20-го столетия и была насильственно ликвидирована (по свидетельству очевидцев). Немецкая колония располагалась на месте нынешних сооружений бывшей бригады колхоза в Петровке. В настоящее время на реке Сухой Торец сохранилась купальня с названием «Немецкая», куда и сейчас ходят купаться местные жители.

## Достопримечательности
- Памятник воинам, погибшим в Великую Отечественную войну.
- Бантышевский бор (район станции Бантышево). Лес, насаженный паном Бантышем на бесплодных засушливых песчаных почвах. Возле леса установлен памятный знак о закладке бора.
- Музей народного быта: экспонаты под открытым небом «селянська хата» (сельский дом) и «млин» (мельница) — на въезде в село Прелестное со стороны села Майдан.

## Транспорт и связь
Ближайшая железнодорожная станция — Бантышево, на станции останавливаются электропоезда направления Краматорск — Лозовая. Ближайшая узловая станция — Славянск. Имеется автобусное сообщение с районным центром — городом Краматорск.
Почтовое отделение и телеграф расположены в с. Прелестное по адресу ул. Гагарина, 1а.

## Местная власть
84162, Донецкая область, Краматорский район, пгт Черкасское, ул. Ясная, 3.